# Indice d'habitabilité planétaire
L'indice d'habitabilité planétaire (en anglais : Planetary Habitability Index, abrégé en PHI) est un indice proposé par certains exobiologistes et astrophysiciens pour mesurer la possibilité de vie sur une planète (comprenant les exoplanètes). Cet indice cherche à être une alternative à l'indice de similarité avec la Terre, car l'indice dont on discute ici est moins « géo-centré » et donc sûrement plus adapté à l'étude de la possibilité d'existence d'autres formes de vie dans l'Univers que celles connues sur Terre. De plus, une exoplanète peut être « plus habitable » (planète super-habitable) que la Terre et avoir un indice de similarité identique à une autre, moins propice à la vie.

## Critères
Le PHI est basé sur « la présence d'un substrat stable, une source d'énergie, une chimie appropriée et le potentiel pour abriter un solvant liquide ». La présence d'eau liquide n'est pas considérée comme indispensable pour l'habitabilité dans le calcul du PHI. Les différents critères pris en compte dans le calcul sont : la présence d'un substrat solide (rocheux ou gelé), la présence d'une magnétosphère, la luminosité, la température, la présence d'oxydants et de réducteurs, la déformation de marée, la présence de composés organiques complexes et de composés de soufre, de phosphore et d'azote, et la présence de liquide dans l'atmosphère, à la surface et sous la surface.

## Exemples
| Objet céleste | PHI  | PHIrel |
| ------------- | ---- | ------ |
| Mercure       | 0,00 | 0,00   |
| Vénus         | 1,65 | 0,37   |
| Terre         | 4,37 | 0,96   |
| Lune          | 0,00 | 0,00   |
| Mars          | 2,66 | 0,59   |
| Jupiter       | 1,68 | 0,37   |
| Europe        | 2,22 | 0,49   |
| Saturne       | 1,68 | 0,37   |
| Titan         | 2,89 | 0,64   |
| Encelade      | 1,60 | 0,35   |
| GJ 581 b      | 1,19 | 0,29   |
| GJ 581 c      | 1,73 | 0,41   |
| GJ 581 d      | 1,57 | 0,43   |
| GJ 581 g      | 1,73 | 0,45   |
| HD 69830 d    | 1,32 | 0,29   |
| Maximum       | 4,53 | 1,00   |